# Rhinonyssus rhinolethrum
Rhinonyssus rhinolethrum är en spindeldjursart som först beskrevs av Édouard Louis Trouessart 1895.  Rhinonyssus rhinolethrum ingår i släktet Rhinonyssus och familjen Rhinonyssidae. Inga underarter finns listade i Catalogue of Life.